# Carl Wilhelm von Günderrode
Freiherr Carl Wilhelm von Günderrode (* 19. März 1765 in Saarbrücken; † 12. Januar 1823 in Frankfurt am Main) war ein deutscher Forstmann und Politiker.

## Leben und Werk
Carl Wilhelm Freiherr von Günderrode entstammte einer alten Adelsfamilie, die ursprünglich aus Thüringen kam und sich in der zweiten Hälfte des 14. Jahrhunderts in Freiberg in Sachsen angesiedelt hatte. Tilemann Günterrode (1512–1550) kam aus Sachsen nach Hessen und gilt als Stammvater der Frankfurter Patrizierfamilie Günderrode, die seit dem frühen 17. Jahrhundert zu den führenden Patrizierfamilien von Frankfurt am Main gehörte und sich in der Ganerbschaft Alten Limpurg zusammengeschlossen hatte. Sein Vater Hieronymus Maximilian von Günderrode (1730–1777) war Hohenlohe-Bartensteinischer Hofcavalier und trat später in die Dienste des Hauses Nassau-Saarbrücken. Seine Mutter war die Frankfurter Patriziertochter Susanne Maria Elisabeth von Stalburg.
Carl Wilhelm diente zunächst dem Haus Nassau-Saarbrücken als Forstmeister, ließ sich aber später als Schöffe und Senator in Frankfurt am Main nieder. Er erwarb sich große Verdienste um die Pflege des Frankfurter Stadtwaldes und erhöhte dessen Holzertrag maßgeblich.
Er war verheiratet mit Philippine Sophie Friedrike Elisabeth von Barckhausen. Ihr einziger Sohn Heinrich Ludwig Karl Albrecht starb kurz nach seiner Geburt 1794.
1820 wurde Carl Wilhelm Älterer Bürgermeister der Freien Stadt Frankfurt. Er starb am 12. Januar 1823 in Frankfurt am Main.